# Philomena Essed

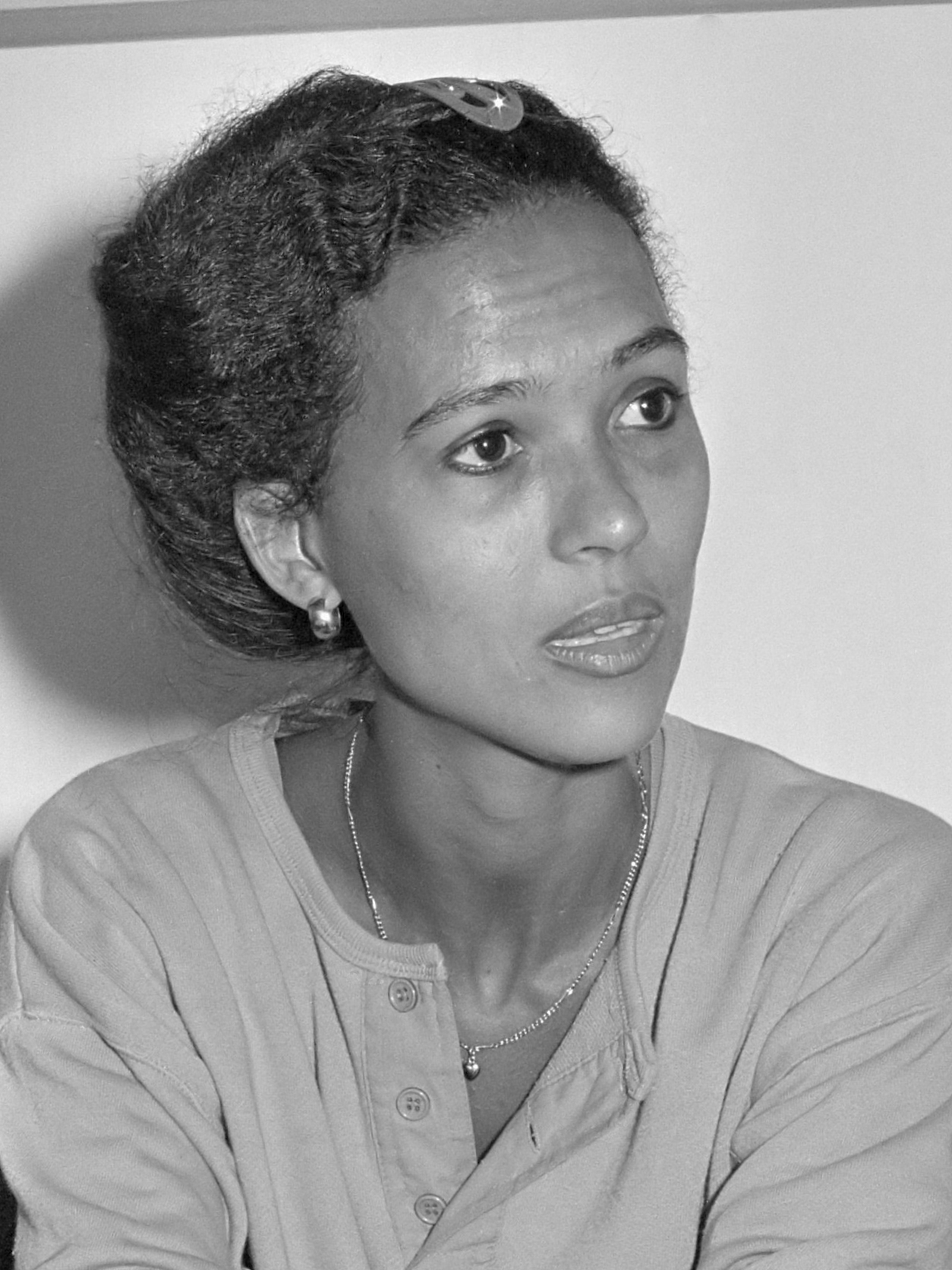
Philomena Essed aan het begin van haar carrière (Amsterdam, 1984)

Philomena Johanna Maria Essed (Utrecht, 1955) is hoogleraar in Critical Race, Gender and Leadership Studies aan de Antioch University op de locatie in Yellow Springs, Ohio, Verenigde Staten van Amerika.

## Biografie
Essed is dochter van Surinaamse ouders. Haar vader Max Essed was kinderarts. Ze verbleef in haar kindertijd afwisselend in Suriname en Nederland. Vanaf veertienjarige leeftijd woonde zij in Nijmegen, en in 1974 verhuisde zij naar Amsterdam.
Haar oudste broer Gerard Essed werd gynaecoloog en vanaf 1986 hoogleraar aan de Universiteit Maastricht.

## Carrière
In 1983 behaalde Essed haar doctoraalexamen in culturele antropologie aan de Universiteit van Amsterdam, waar zij in 1990 cum laude promoveerde tot doctor in de sociale wetenschappen bij Chris Mullard
Na haar promotie werkte zij tot 2003 aan de Universiteit van Amsterdam. Zij was in Nederland lid van de 'Tijdelijke Expertise Commissie Emancipatie in het Nieuwe Adviesstelsel' van 1998 tot 2001, benoemd door de Minister van Sociale Zaken en Werkgelegenheid en lid van de Selectiecommissie Rechterlijke Macht (2003-2010). Vanaf 2004 is zij plaatsvervangend collegelid bij het Nederlandse College voor de Rechten van de Mens. Tussen 2001 en 2005 was zij Visiting professor aan de Universiteit van Californië (Irvine) op het gebied van African-American Studies and Women's studies. In 2005 werd zij hoogleraar aan de Antioch University, een particuliere universiteit zonder winstoogmerk. Sinds 2006 is Essed geaffilieerd onderzoeker aan de Universiteit Utrecht bij het Graduate Gender Program. Zij is onder andere ook docent voor het SANPAD RCI-programma in Zuid-Afrika en voor de Black Europe Summer School.

## Alledaags racisme
Essed is vooral bekend geworden door haar boek Alledaags racisme en de publieksuitgave van haar proefschrift (dissertatie), Inzicht in alledaags racisme. Inzicht in alledaags racisme maakte een sterke reactie los in het Nederlandse publieke debat. Het werd gewaardeerd door activisten en niet-gouvernementele organisaties. Volgens de Encyclopedia of Afro-European Studies bedreigde Essed met haar werk de positieve visie van het tolerante Nederland, omdat zij haar vinger op de zere plek van het Nederlandse koloniaal verleden legde en ook wees op het impliciete (blanke) superioriteitsgevoel. De media en de Nederlandse academische wereld leverden daarentegen zware kritiek op het boek. Zij zetten vraagtekens bij het belang dat Essed hecht aan verhalen van individuele zwarte mensen en bij de relevantie van racisme voor de Nederlandse samenleving. Zo schreef sociologe en journaliste Emma Brunt dat "iedere methodologische verantwoording ontbreekt, dat de logica geheel wordt opgeofferd aan de strijdbaarheid, en dat begrippen door elkaar krioelen als palingen in een mandje."
Essed werkte ook aan het onderzoeksproject "Racism at the Top" van het Oostenrijkse Ministerie voor Wetenschap. Onder leiding van Ruth Wodak (Universität Wien) en Teun A. van Dijk onderzocht zij de rol van politieke elites bij het ontstaan en de verspreiding van racisme en antiracisme. Zij gebruikte daarbij de discoursanalyse en deed onderzoek in zeven West-Europese landen.
Essed vindt haar motivatie in sociale rechtvaardigheid. Naast haar academisch werk op dit gebied was zij adviseur bij diverse Amerikaanse en internationale organisaties. In Nederland was zij medio jaren tachtig een van de oprichters van een netwerk voor hoger opgeleide zwarte, migranten- en vluchtelingenvrouwen. Zij werkte in 1997/98 mee met het team dat het Nederlandse kenniscentrum voor emancipatie, gezin en diversiteit oprichtte: E-Quality, later opgegaan in Atria.
Rond 2013 hield Essed zich bezig met onderzoek naar waardigheid. Zij ziet waardigheid in werksituaties, bij het onderwijs en in publieke discussies als een essentiële menselijke behoefte. Het begrip is volgens Essed "een sleutel voor een diverse samenleving waarin men zich met elkaar verbonden kan voelen."
In 2015 verscheen de bundel Dutch racism (Nederlands racisme), samengesteld door Essed en Isabel Hoving (Universitair Docent en Diversity Officer aan de Universiteit Leiden). In dit boek zijn artikelen van twintig auteurs opgenomen over racisme, antisemitisme en islamofobie en de manier waarop historische periodes van slavernij, arbeidsmigratie en kolonialisme doorwerken, zoals in de discussie over Zwarte Piet. Bij het verschijnen van de bundel zei Essed dat zij in Nederland de rode draad ontdekte tussen antisemitisme en hedendaags racisme. Bovendien was ze van mening dat het met name bij jongeren in Nederland schortte aan kennis van de geschiedenis van antiracisme. Volgens Essed was het "een taboe geworden om over racisme te schrijven" en zij "besefte [...] hoe sterk de intellectuele censuur is in Nederland, de mate van repressie is hier erg hoog als het om racisme-kritiek gaat."

## Onderscheidingen
Essed ontving in 2011 een eredoctoraat van de Universiteit van Pretoria. In 2011 werd zij Ridder in de Orde van Oranje-Nassau. Zij ontving in 2015 ook een eredoctoraat aan de faculteit Sociale Wetenschappen van de Zweedse Umeå Universiteit.
In 2017 werd de Black Achievement Award aan haar toegekend. Op initiatief van de gemeente Amsterdam ontving zij de Een leven lang voor de stad 2021 prijs.  In 2025 ontving zij de Akademiepenning van de Koninklijke Nederlandse Akademie van Wetenschappen (KNAW).

## Publicaties (selectie)
- Ongehuwd moederschap, 1977
- Vrouwen en psychiatrie. Een terreinverkenning, doctoraalscriptie, 1979
- Alledaags racisme, 1984
- Understanding Everyday Racism: An Interdisciplinary Theory (Inzicht in Alledaags Racisme), proefschrift, 1990
- Everyday Racism. Reports From Women of Two Cultures. Hunter House, 1990
- Diversity. Gender, Color and Culture, University of Massachusetts Press, 1996
- Refugees and the Transformation of Societies, samen met David Theo Goldberg, 2004
- A Companion to Gender Studies, samen met David Theo Goldberg, 2009
- Clones, Fakes and Posthumans: Cultures of Replication, Rodopi/Brill, 2012
- Dutch Racism, samengesteld samen met Isabel Hoving, 2015

- Bibliothèque nationale de France: cb122915964 (data)
- Gemeinsame Normdatei: 112877605
- International Standard Name Identifier: 0000 0001 1083 8366
- Library of Congress Control Number: n85048688
- Nationale Bibliotheek van Tsjechië: zcu2012725125
- Nationale Bibliotheek van Israël: 987007501458705171
- Nederlandse Thesaurus van Auteursnamen: 070448906
- Istituto Centrale per il Catalogo Unico: MILV090862
- Système universitaire de documentation: 073264725
- Virtual International Authority File: 69594902
- WorldCat: E39PBJv4jjYmVYr6qHwJYPhvHC